# Otdeleniya N 2 SKZNIISiV
Otdeleniya N 2 SKZNIISiV (del ruso: Oтделения № 2 СКЗНИИСиВ) es un posiólok del distrito Prikubanski de la ókrug urbano de Krasnodar del krai de Krasnodar, en el sur de Rusia. Está situado en las tierras bajas de Kubán-Azov, 13 km al noroeste del centro de Krasnodar. Tenía 2408 habitantes en 2010.
Pertenece al municipio de Beriózovski.